# Walerjan Polischtschuk

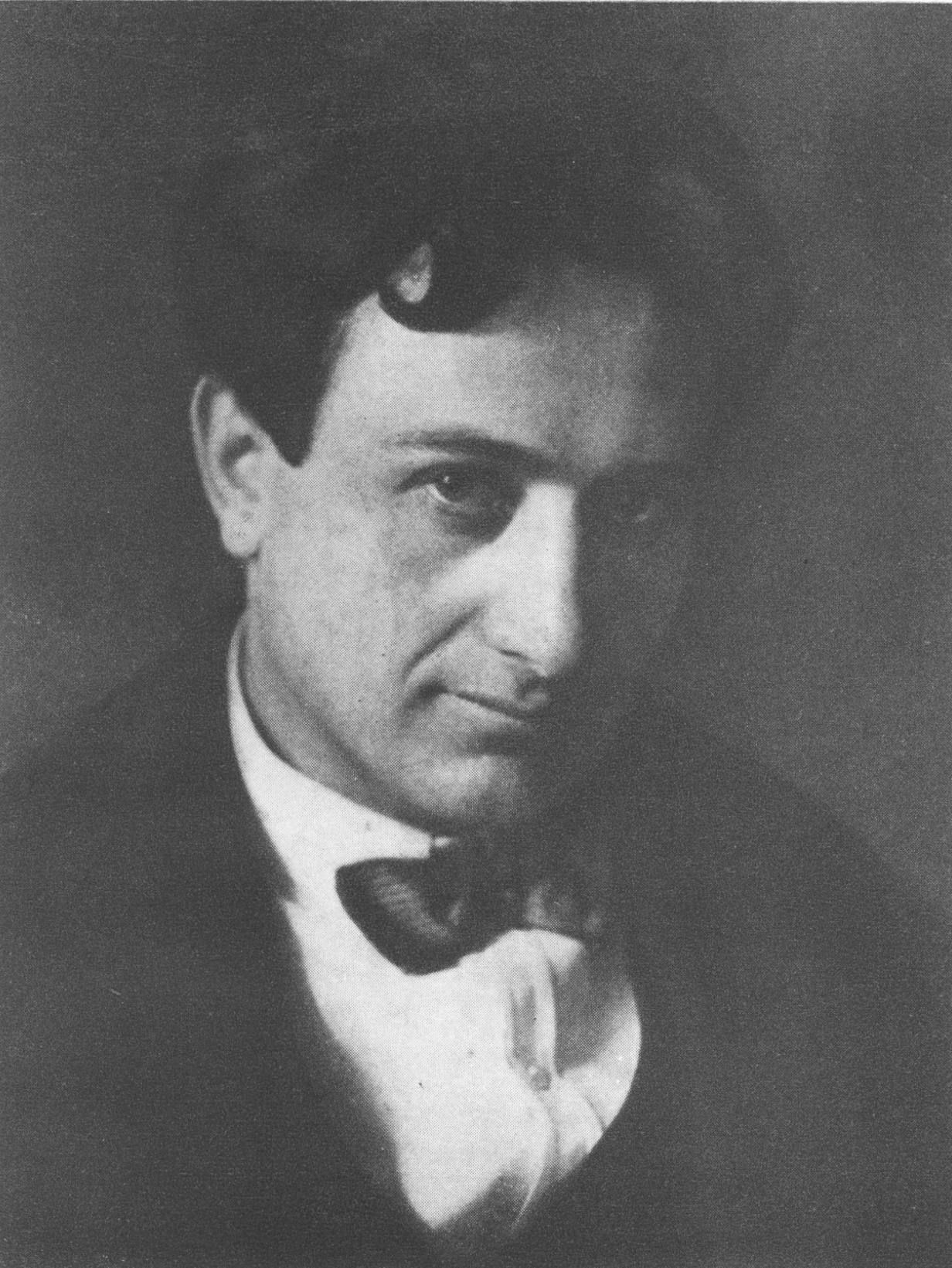
Walerjan Polischtschuk 1928

Walerjan Lwowytsch Polischtschuk (* 19. Septemberjul. / 1. Oktober 1897greg. in Biltsche, Gouvernement Wolhynien, Russisches Kaiserreich; † 3. November 1937 in Sandarmoch, Karelien, Sowjetunion) war ein ukrainischer Schriftsteller, Literaturkritiker, Literaturtheoretiker, Publizist und Opfer der Stalinschen Säuberungen in der Sowjetunion (hingerichtete Wiedergeburt).

## Leben
Walerjan Polischtschuk kam als Sohn einer Bauernfamilie im Dorf Biltsche im heutigen Rajon Dubno, im Südwesten der ukrainischen Oblast Riwne, zur Welt.
Er ging von 1911 bis 1913 in Luzk zur Schule und 1914 bis 1917 in Jekaterinoslaw ans Gymnasium. Danach studierte er am Sankt Petersburger Institut für Bauingenieure, wechselte nach kurzer Zeit jedoch an die historisch-philologische Fakultät der Ukrainischen Universität in Kamjanez-Podilskyj.
1918 wurde sein erstes Werk veröffentlicht. Nach seinem Studium arbeitete er als Journalist unter anderem in Jekaterinoslaw, Kamjanez-Podilskyj, Kiew und Charkiw und schloss persönliche Bekanntschaften unter anderem mit Mykola Chwylowyj, Walerjan Pidmohylnyj und in Kiew mit Pawlo Tytschyna.
1919 wurde er Parteimitglied der Ukrainischen Partei der Sozialrevolutionäre. Während der Zeit nach dem Ersten Weltkrieg wurde er, je nach wechselnden Machtverhältnissen in der Ukraine, mehrfach verhaftet.
Polischuk wurde 1934 verhaftet und, gemeinsam mit weiteren ukrainischen Literaten, der Zugehörigkeit zu einer fiktiven anti-sowjetischen „Ukrainischen nationalen sozialistischen Partei“ beschuldigt. 1935 wurde er zu 10 Jahren Haft in einem Gulag auf den Solowezki-Inseln verurteilt.
Während des Großen Terrors wurde der Autor der „hingerichteten Wiedergeburt“, anlässlich einer Massenhinrichtung kurz vor dem 20-jährigen Jubiläum der Oktoberrevolution, am 3. November 1937 im Straflager im karelischen Sandarmoch gemeinsam mit weiteren ukrainischen Persönlichkeiten wie Myroslaw Irtschan, Mykola Serow, Walerjan Pidmohylnyj, Les Kurbas und Mykola Kulisch erschossen und dort begraben. In den späten 1950er Jahren wurde er, im Rahmen der „Tauwetter-Periode“, posthum offiziell rehabilitiert.

## Werk
Polischtschuk arbeitete als Schriftsteller, Literaturkritiker und Literaturtheoretiker. Er schuf mehr als 50 Werke der Lyrik und Prosa, Essays, sowie Kinder- und Jugendliteratur. Nach seiner Rehabilitation wurden Ausgaben seiner Werke 1960 und 1987 veröffentlicht.